# Тијера темплада
Тијера темплада (шп. tierra templada — „умерена земља“) је климатско-вегетацијски појас у Средњој и Јужној Америци, смештен између тијере калијенте и тијере фрије. Одликује га умерена температура, у просеку између 15-20°C, али уз повећање амплитуде са порастом надморске висине. Количина падавина је до максимално 1.200 милиметара, а котлинама и до 1.000 мм. Вегетација је састављена највише од бамбуса и папрати. Гаје се пољопривредне културе попут кукуруза, дувана, а највише кафа, кининово дрво и кока. Због умерених климатских карактеристика овај појас називају и „појасом вечитог пролећа“. Услови за живот у њему су најповољнији, те је стога ова зона и најгушће насељена становништвом. Примери за то су градови Богота (2.500 м), Кито (2.850 м) и др. Тијера темплада захвата висине између 1.000-1.500 метара до 2.500-2.800 метара.